# Gilberto Ribeiro Gonçalves
Gilberto Ribeiro Gonçalves (sinh ngày 13 tháng 9 năm 1980 ở Andradina), tên thân mật là Gil (phát âm tiếng Bồ Đào Nha: [ˈʒiɫ]) là một cầu thủ bóng đá Brasil thi đấu ở vị trí tiền đạo. Anh là một cựu tuyển thủ quốc gia Brasil.

## Thống kê sự nghiệp
| Đội tuyển bóng đá Brasil | Đội tuyển bóng đá Brasil | Đội tuyển bóng đá Brasil |
| Năm                      | Trận                     | Bàn                      |
| ------------------------ | ------------------------ | ------------------------ |
| 2003                     | 4                        | 1                        |
| Tổng cộng                | 4                        | 1                        |